# Cot Me
Cot Me är en kulle i Indonesien.   Den ligger i provinsen Aceh, i den västra delen av landet, 1 700 km nordväst om huvudstaden Jakarta. Toppen på Cot Me är 32 meter över havet.
Terrängen runt Cot Me är platt åt nordost, men åt sydväst är den kuperad. Runt Cot Me är det tätbefolkat, med 276 invånare per kvadratkilometer. Närmaste större samhälle är Lhokseumawe, 13,5 km öster om Cot Me. I omgivningarna runt Cot Me växer i huvudsak städsegrön lövskog.